# Małgorzata Lis
Pour les articles homonymes, voir Lis.
Małgorzata Lis est une ancienne joueuse de volley-ball polonaise née le 14 avril 1981 à Bielsko-Biała. Elle mesure 1,85 m et jouait au poste de centrale. 

## Clubs
| Club                   | De        | À         |
| ---------------------- | --------- | --------- |
| BKS Stal Bielsko-Biała | 2000-2001 | 2002-2003 |
| Muszynianka Muszyna    | 2004-2005 | 2004-2005 |
| KPSK Stal Mielec       | 2005-2006 | 2005-2006 |
| OMS Senica             | 2006-2007 | 2006-2007 |
| MKS Dąbrowa Górnicza   | 2007-2008 | 2011-2012 |
| PTPS Piła              | 2012-2013 | 2012-2013 |
| BKS Stal Bielsko-Biała | 2013-2014 | 2015-2016 |
| MKS Muszyna            | 2016-2017 | 2017-2018 |
| MKS Dąbrowa Górnicza   | 2018-2019 | 2018-2019 |

## Palmarès
- Championnat de Pologne
  - Vainqueur : 2003.
- Championnat de Slovaquie
  - Vainqueur : 2007.
- Coupe de Slovaquie
  - Vainqueur : 2007.
- Coupe de Pologne
  - Vainqueur : 2012.
  - Finaliste : 2001, 2002.